# Peter Grant (Politiker)

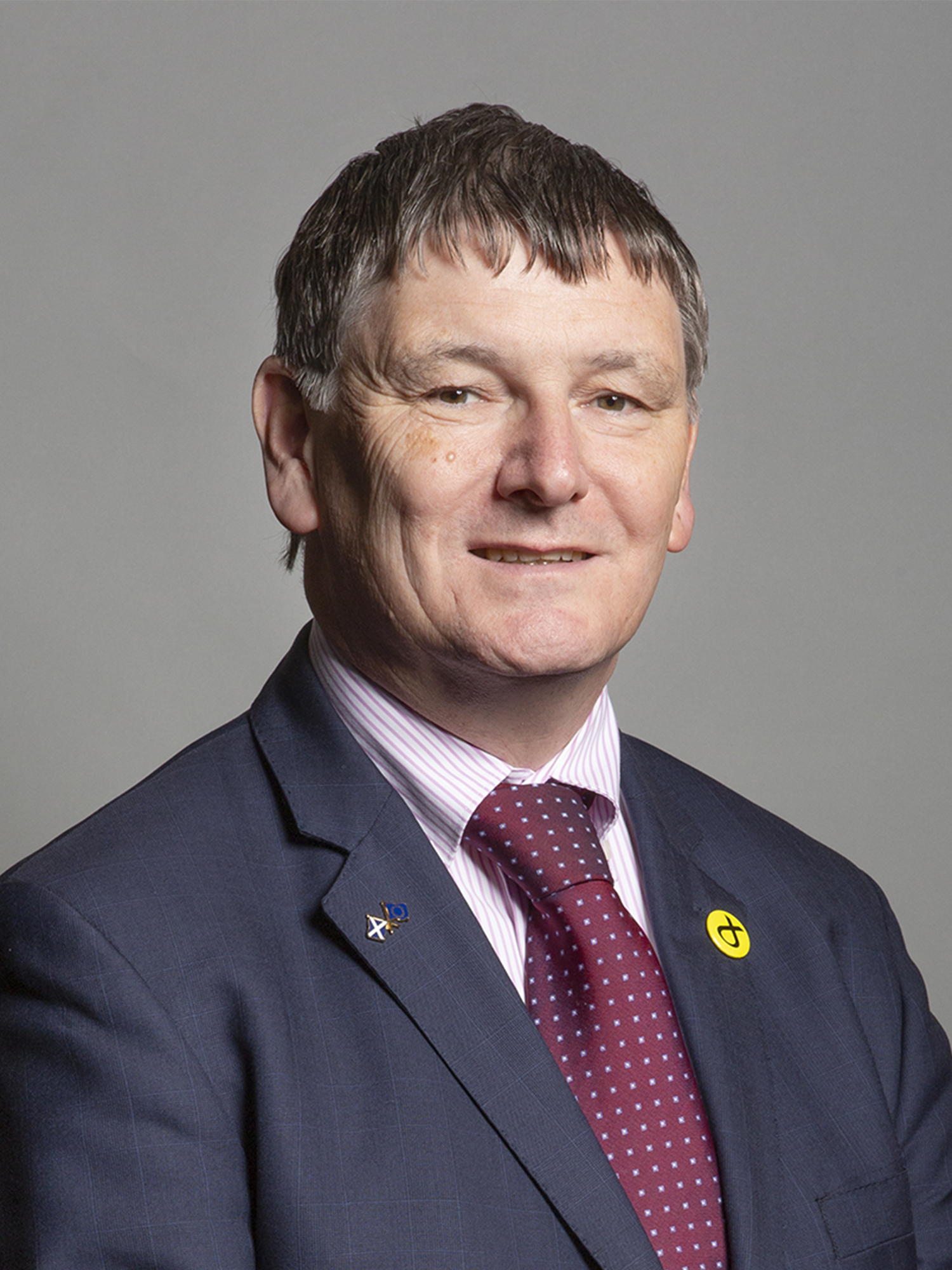
Peter Grant

Peter Grant (* 12. Oktober 1960) ist ein britischer Politiker der Scottish National Party (SNP).

## Leben
Grant wurde 1960 geboren. In den 1980er Jahren zog er in die Region Fife. Obschon Grant eine pädagogische Ausbildung genossen hatte, verbrachte er einen Großteil seines Berufslebens im öffentlichen Dienst. Er ist mit der Allgemeinärztin und SNP-Rätin Fiona Grant verheiratet. Grant spielt Bowls und ist Präsident des Leslie Bowling Club.

## Politischer Werdegang
1992 wurde Grant für die SNP in den Regionalrat von Fife gewählt. In den 2000er Jahren war er Vorsitzender der SNP-liberal-demokratischen Regierungskoalition in Fife.
Mit dem Ableben des Labour-Abgeordneten John MacDougall im August 2008, wurden in dessen Wahlkreis Glenrothes Nachwahlen vonnöten. Zu diesen ließ die SNP Grant kandidieren. Am Wahltag konnte er zwar das Ergebnis der SNP im Vergleich zur vorangegangenen Wahl verbessern, unterlag dem Labour-Kandidaten Lindsay Roy jedoch deutlich.
Ein weiteres Mal trat Grant zu den britischen Unterhauswahlen 2015 im Wahlkreis Glenrothes an. Mit den massiven Stimmgewinnen der SNP bei diesen Wahlen gewann Grant schließlich das Mandat und zog in der Folge erstmals in das britische Unterhaus ein. Dort ist er Mitglied des European Scrutiny Committee sowie des gemeinsamen Ausschusses Consolidation Bills. Trotz Stimmverlusten verteidigte Grant sein Mandat bei den vorgezogenen Unterhauswahlen 2017.